# Webseed
Als Webseed (HTTP/FTP Seeding) bezeichnet man allgemein den Einsatz von Webservern, die in Peer-to-Peer-Netzen zur Verteilung von Dateien genutzt werden. Hierbei macht man sich die meist große Bandbreite und die gute Erreichbarkeit zunutze.
Bei älteren oder weniger gefragten Dateien ist unter Umständen der Download über FTP oder HTTP wegen der zu geringen Anzahl von Uploadern vorzuziehen, da eine sichere Vervollständigung des Downloads wahrscheinlicher sein kann, als über das Peer-to-Peer-Netzwerk. Dieser Nachteil kann durch die Nutzung von Webseeds aufgehoben werden.
Vor allem im BitTorrent-Netzwerk ist diese Art des Filesharings weit verbreitet, eingeführt im BitTorrent-Client BitTornado.
Die BitTorrent Enhancement Proposals (BEP) 17 und 19 beschreiben die Verfahrensweisen zur Nutzung von HTTP- oder FTP-Webservern als vollständige Quellen (Seeds) im BitTorrent-Schwarm.
Der Begriff Webseed ist historisch in der P2P-Gemeinschaft gewachsen und bezeichnet aktuell meist Server, die besonders schnell an das Internet angebunden sind, aber Dateien nicht per HTTP oder FTP, sondern herkömmlich per BitTorrent-Protokoll anbieten. Dafür wird meistens die Client-Software BitTornado eingesetzt und mit einem Webinterface gesteuert.
Bekannte Webseeder-Scripte sind:
- TorrentFlux (Backend BitTornado oder Transmission)
- TorrentFlux-b4rt (Backend BitTornado oder Transmission)
- rTorrent (Frontend wTorrent oder ruTorrent)
- Transmission